# 查当乡
查当乡，是中华人民共和国西藏自治区那曲市聂荣县下辖的一个乡镇级行政单位，实际管辖区位于青海省杂多县查旦乡境内。

## 行政区划
查当乡下辖以下地区：
格仓村、加龙村、波青村、色拉俄玛村、玛布村、嘎方村、色古龙巴村、索康那加村和龙年玛村。